# أوسكار دومينغيز
أوسكار دومينغيز (بالفرنسية: Óscar Domínguez) (و. 1906 – 1957 م) هو رسام، ونحات من فرنسا، وإسبانيا، ولد في سان كريستوبال دي لا لاغونا، توفي في باريس، عن عمر يناهز 51 عاماً.